# Kayaking

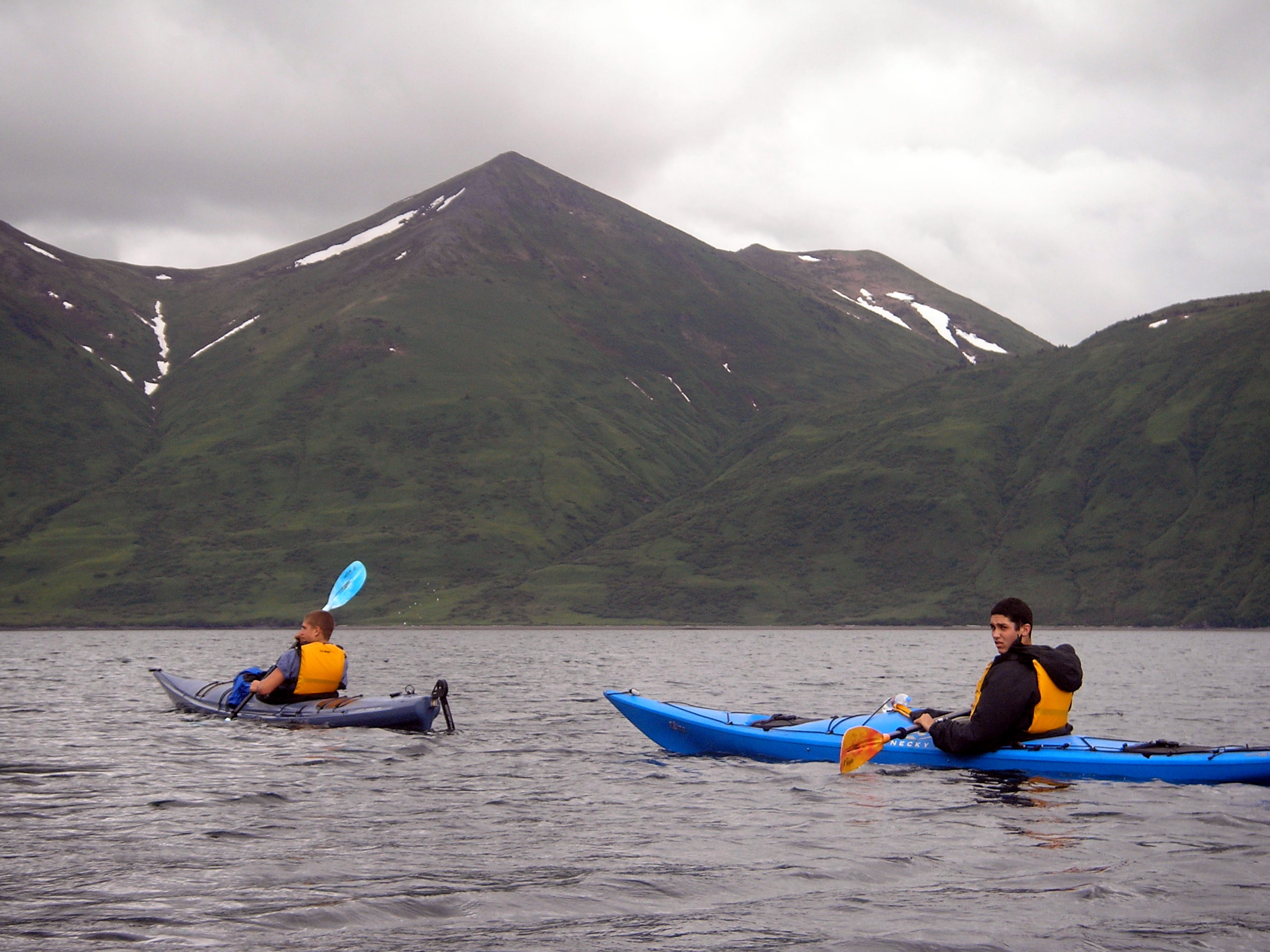
Canoisti sulle coste di Raspberry Island (Alaska)

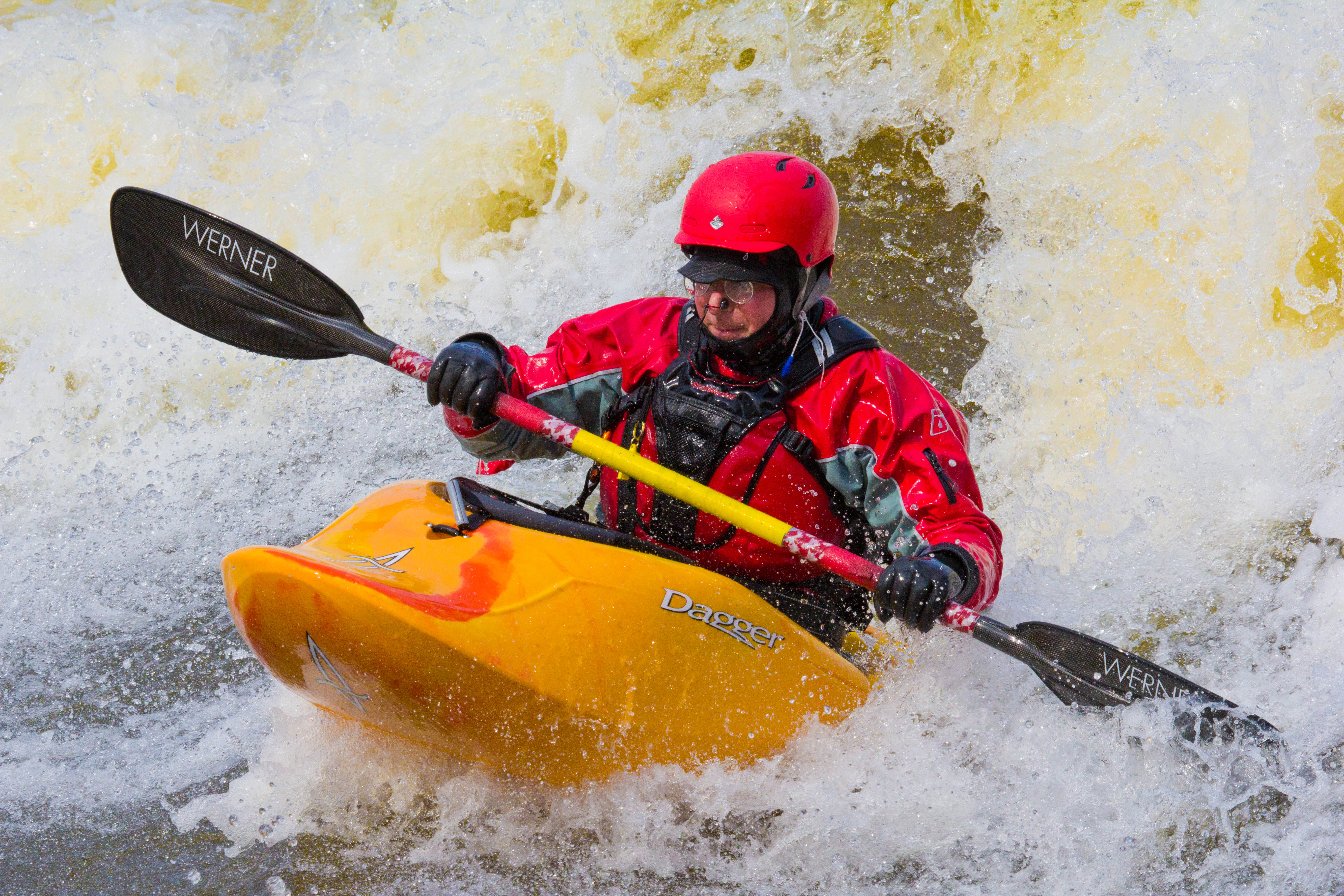
Kayaking nelle rapide

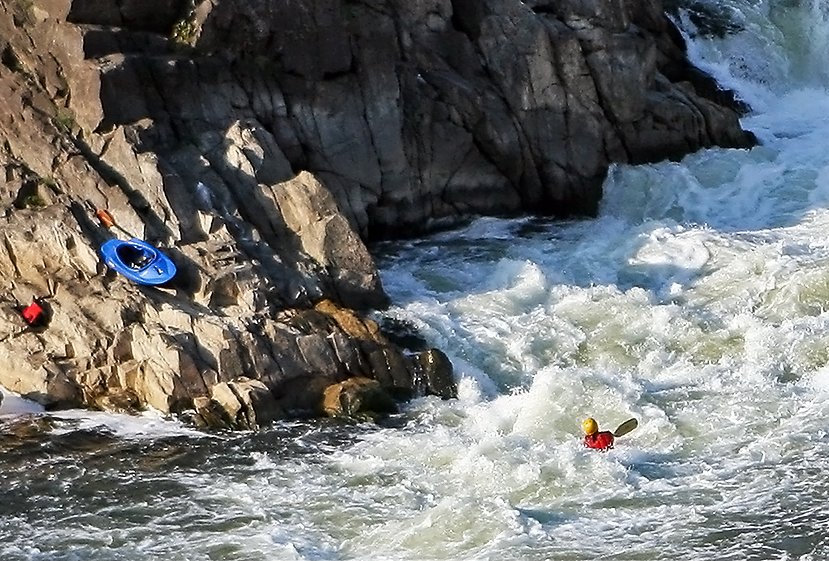
Kayaking nelle rapide presso Great Falls, Virginia

Il Kayaking è uno sport in cui si usa un kayak per spostarsi sull'acqua. Si distingue dal canoismo per la posizione seduta del canoista e per il numero di pale sulla pagaia. Il caiacco è a filo dell'acqua, con una struttura simile a quella della canoa in cui l'atleta guarda avanti, le gambe sono di fronte, e usa una pagai a pala doppia compiendo un movimento da avanti a dietro, alternando i lati, per poter avanzare.
La maggior parte dei kayak sono chiusi frontalmente, anche se i modelli "sit on top" e "gonfiabili" stanno diventando sempre più popolari.

## Storia
I kayak sono stati creati mille anni fa dagli Inuit, formalmente conosciuti come Eschimesi delle regioni dell'Artide del nord. Usavano, per costruire la struttura del kayak, pezzi di legno trasportati dall'acqua e qualche volta lo scheletro di balena e pelle di animali, particolarmente pelle di foca, per il corpo. Il principale motivo per cui è stato creato il kayak, che letteralmente tradotto è “barca di cacciatore”, era per cacciare e pescare Le capacità furtive del kayak permettevano ai cacciatori di sorprendere gli animali alla spalle sul litorale e prendere con successo la loro preda. Dalla metà del 1800 il kayak divenne sempre più famoso e anche gli europei divennero interessati. Tedeschi e francesi trasformarono il kayaking in sport. Nel 1931, un uomo chiamato Adolf Anderle fu la prima persona a fare kayak giù per Salzachofen Gorge, da lì nacquero le rapide in kayak, questo è il giorno in cui si crede che questo sport ebbe inizio. Le gare di kayak furono introdotte ai Giochi olimpici di Berlino nel 1936. Nel 1950 si svilupparono i kayak in lana di vetro e furono comunemente usati fino al 1980 quando uscì il kayak in plastica di politene. Il kayaking da sport di margine, negli U.S.A., nel 1970, divenne progressivamente più famoso fino ad essere considerato come uno sport tradizionale. Ora, più di dieci eventi di rapide in kayak sono previsti alle Olimpiadi.

## Design
I kayak sono classificati per il loro aspetto (design) e per il materiale di cui sono composti. Ogni design ha vantaggi specifici che includono la prestazione, la manovrabilità, la stabilità e lo stile del sedile. I kayak possono essere fatti di metallo, fibra di vetro, legno, plastica, tessuti e materiali gonfiabili come il PVC o gomma e recentemente, anche se più costoso, difibra leggera di carbonio. Ciascun materiale usato ha un suo specifico vantaggio, includendo forza, durata, portabilità, flessibilità, resistenza ai raggi ulta-violetti e requisiti di conservazione. Per esempio i kayak di legno possono essere creati da dei kit o costruiti a mano. Il compensato unito da punti e colla risulta essere più leggero di qualsiasi altro materiale ad eccezione della pelle di animale. I kayak gonfiabili, costituiti da un materiale leggero di fabbrica, possono essere sgonfiati, trasportati ed immagazzinati con facilità e sono considerati essere notevolmente più resistenti e duraturi anche comparati a Imbarcazione con pareti dure.

## Equipaggiamento
Ci sono tipi diversi di kayak usati per acque tranquille o per rapide. La taglia e la forma varia drasticamente in base al tipo di acqua in cui ci si trova a pagaiare e in base al tipo di canoista che si vuole essere. La seconda cosa essenziale è la pagaia in cui una pala è inclinata per ridurre la resistenza al vento mentre l'altra è usata in acqua. Questa diversità di lunghezza e forma varia a seconda dell'utilizzo che si vuole fare, al peso della pagai e alla preferenza del canoista. I kayak possono essere equipaggiati anche con deigalleggianti che creano spazi d'aria che aiutano a prevenire l'affondamento del kayak quando si riempie d'acqua; il giubbotto di salvataggio dovrebbe essere indossato per tutto il tempo e il caschetto è di solito richiesto per la navigazione nelle rapide. Nelle varie altre attrezzature di sicurezza troviamo: un fischietto per chiedere aiuto; corde da lanciare per aiutare altri canoisti; un coltello subacqueo e appropriate scarpe di gomma impermeabili che proteggano da eventuali rischi e dal fondale del fiume. Un abbigliamento appropriato come una muta e una giacca impermeabile che aiuta a proteggere il canoista dall’acqua fredda o dalla temperature dell’aria.

### Tipi di kayak
Il kayak di tipo “Sit on top” pone il canoista a livello dell'acqua senza alcuna copertura a livello del sedile. Il sedile si può evolvere in stile “cockpit” dove le gambe vengono coperte da un tessuto impermeabile creando una resistenza all'acqua dalla vita in giù.
Il kayak di tipo “gonfiabile” è un ibrido delle due configurazioni precedenti; questi kayak hanno un ponte aperto e il canoista siede sotto il livello di questo.
Il kayak di tipo “tandem” è pensato per più canoisti quindi il design ricorda l'unione di più kayak, può essere usato da due o tre persone.

## Attività collegate al kayak
I kayak, grazie alla loro ampia gamma d'azione e alla loro adattabilità, possono essere anche usati per diverse attività all'aperto come fare Immersione sportiva Pesca sportiva, 
esplorazioni nella natura selvaggia e possono sia cercare e prestare soccorso durante la navigazione
.

### Immersioni
L’immersione con il kayak è un tipo d'immersione ricreativa dove i sommozzatori pagaiano fino al luogo adatto per immergersi trasportando tutto l'equipaggiamento necessario per immergersi. Il campo d'immersione è a diversi chilometri lungo la costa dal punto di lancio al posto dove decidono di entrare. Questo spostamento risulta essere faticoso, sebbene il mare sia calmo. Un'alternativa poco cara è quella di utilizzare una barca motorizzata oltre all'esperienza di kayaking sul mare nel medesimo momento. L'immersione con il kayak permette ai sommozzatori di avere maggiore libertà d'azione dalla barca, di nuotare anche con maggiori distanze pur essendo sempre riparati.

### Pesca
Pescando con il kayak è pescare dal kayak. Il kayak è stato a lungo un mezzo di trasporto e un mezzo furtivo per avvicinarsi con maggiore facilità ai pesci spaventati, come i cobia e le sogliole. Pescare con il kayak rispetto alla pesca motorizzata è diventato, negli ultimi tempi a causa dell'appello generale sull'ambiente e sui metodi sani di trasporto, più popolare.

### Ecoturismo
L'ecoturismo, basato sui viaggi in kayak, sta guadagnando popolarità. In destinazioni di vacanza in acque calde come le Sarasota Keys, i kayakisti partecipano a visite guidate dell'ecosistema locale. I kayakisti possono osservare i delfini che si avvicinano alla riva e i lamantini che si nutrono di fanerogame nelle acque poco profonde della baia.

### Acque bianche
Uno degli usi più comuni del kayak da parte dei kayakisti ricreativi è il kayak d'acqua bianca. Il kayak d'acqua bianca consiste nell'affrontare una serie di rapide. La difficoltà di queste rapide varia dalla Classe I alla Classe VI. La difficoltà delle rapide cambia spesso a seconda del livello dell'acqua e della quantità di detriti presenti nel fiume. I detriti che bloccano il percorso di un kayaker sono spesso chiamati "colabrodo" perché "sforzano" i kayaker come un colabrodo. Spesso ci sono campi di addestramento e strutture costruite dall'uomo per aiutare l'addestramento dei canoisti.

### Sci-surf
Il surfski (o: "surf ski", "surf-ski") è generalmente il più lungo di tutti i kayak ed è un kayak orientato alle prestazioni, progettato per la pagaiata ad alta velocità in acque libere, più comunemente nell'oceano, anche se è adatto a qualsiasi corpo d'acqua e alla pagaiata ricreativa.

### Kayak invernale
Il kayak invernale è intrinsecamente più pericoloso di quello normale, poiché la temperatura fredda dell'acqua e dell'aria può portare rapidamente all'ipotermia. Questa attività richiede l'uso di indumenti che annullano l'esposizione del kayaker agli elementi.